# Qu'est-ce que la psychologie ?
Qu'est-ce que la psychologie ? est un article de Georges Canguilhem publié en 1958 dans la Revue de métaphysique et de morale. C'est le texte revu d'une conférence que le philosophe a prononcée le 18 décembre 1956 au Collège philosophique. L'article a été plusieurs fois réédité. Il s'agit d'une étude critique d'histoire de la psychologie qui questionne l'unité de cette science et les débats qui la traversent.

## Publication
Georges Canguilhem prononce la conférence Qu'est-ce que la psychologie ? au Collège philosophique le 18 décembre 1956. Le texte est publié dans la Revue de métaphysique et de morale en 1958 (n°1). Il est repris dans les Cahiers pour l'Analyse (en) de mars 1966 (n°2). Il sera aussi repris dans un volume qui regroupe des articles de Canguilhem, les Études d'histoire et de philosophie des sciences concernant les vivants et la vie publiées chez Vrin en 1994.

## Contenu
Georges Canguilhem identifie trois approches de la psychologie : la « psychologie comme science naturelle », la « psychologie comme science de la subjectivité » et la « psychologie comme science des réactions et du comportement ». Il analyse l'apport de René Descartes et de Maine de Biran à cette discipline.